# Storena arakuensis
Storena arakuensis är en spindelart som beskrevs av Patel och C. Adinarayana Reddy 1989. Storena arakuensis ingår i släktet Storena och familjen Zodariidae. Inga underarter finns listade i Catalogue of Life.